# Kurt Rusterholz
Kurt Rusterholz (ur. 1 lipca 1927 w Zurychu) – szwajcarski zapaśnik walczący w stylu klasycznym. Olimpijczyk z Rzymu 1960, gdzie zajął dwunaste miejsce w kategorii do 87 kg.
Brązowy medalista mistrzostw świata w 1953 i szósty w 1962 roku.

## Letnie Igrzyska Olimpijskie 1960
| Konkurencja          | Rundy eliminacyjne | Rundy eliminacyjne | Klas. końcowa |
| Konkurencja          | Przeciwnik I       | Przeciwnik II      | Miejsce       |
| -------------------- | ------------------ | ------------------ | ------------- |
| 87 kg styl klasyczny | Tevfik Kış (TUR) P | Péter Piti (HUN) P | 12.           |